# Jani Rauhala
Jani Rauhala (* 10. April 1978) ist ein ehemaliger finnischer Amateurboxer.

## Werdegang
Jani Rauhala bestritt seinen ersten Kampf 1993; bis 1997 hatte er 56 von 68 Kämpfen gewonnen. Er wurde 1996 Finnischer Juniorenmeister im Halbmittelgewicht, 1996, 1997 und 1998 Finnischer Meister im Halbmittelgewicht, 2001, 2002 und 2003 Finnischer Meister im Mittelgewicht, sowie 2004 und 2005 Finnischer Meister im Halbschwergewicht. 
Darüber hinaus gewann er 1998 das internationale Gee-Bee-Turnier in Helsinki, sowie 1998, 2001 und 2002 das internationale Tammer Turnier in Tampere. Sein größter Erfolg war der Gewinn einer Bronzemedaille im Mittelgewicht, bei den Europameisterschaften 2002 im russischen Perm; nach Siegen gegen Arnis Ritenieks aus Lettland (21:15) und Piotr Wilczewski aus Polen (22:12), unterlag er erst im Halbfinale gegen Oleg Maschkin aus der Ukraine (14:29).
- Weitere Ergebnisse internationaler Großereignisse;

- Weltmeisterschaften 1997 in Budapest, Nl in der Vorrunde gegen Sergio Martínez aus Argentinien (Abbruch)
- Europameisterschaften 1998 in Minsk, Niederlage (Nl) im Achtelfinale gegen Robert Gortat aus Polen (3:9)
- Weltmeisterschaften 1999 in Houston, Sieg gegen Anthony Hanshaw aus den USA (5:4), Nl im Achtelfinale gegen Dilschod Jarbekow aus Usbekistan (3:6)
- Europameisterschaften 2000 in Tampere, Sieg gegen Sergei Kostenko aus der Ukraine (7:6), Nl im Viertelfinale gegen Dmitri Usagin aus Bulgarien (2:8)
- Weltmeisterschaften 2001 in Belfast, Sieg gegen Cleiton Conceição aus Brasilien (21:6), Nl im Achtelfinale gegen Ladislav Kutil aus Tschechien (20:29)
- Weltmeisterschaften 2003 in Bangkok, Sieg gegen Andrej Miruk aus Belarus (27:8), Nl im Achtelfinale gegen Abdelghani Kinzi aus Algerien (16:22)
- Europameisterschaften 2004 in Pula, Sieg gegen Ali Ismailow aus Aserbaidschan (26:22), Nl im Achtelfinale gegen Magomed Aripgadschiew aus Belarus (14:35)